# Phaea janzeni
Phaea janzeni är en skalbaggsart som beskrevs av Chemsak 2000. Phaea janzeni ingår i släktet Phaea och familjen långhorningar.
Artens utbredningsområde är:
- Costa Rica.
- Honduras.
- Panama.

Inga underarter finns listade i Catalogue of Life.